# Oronce Finé
Oronce Finé, também conhecido em português como Orôncio Fineu (Briançon, 20 de dezembro de 1494 — Paris, 8 de agosto de 1555) foi matemático, astrônomo e cartógrafo francês. Autor do primeiro mapa da França. Publicou um curso de matemática pura e aplicada sob o título de "Protomathesis". É também o autor presumido de um mapa mundi apresentando a Terra Australis: conhecido como o mapa da Oronce Finé.

## Publicações
- Protomathesis, 1530.

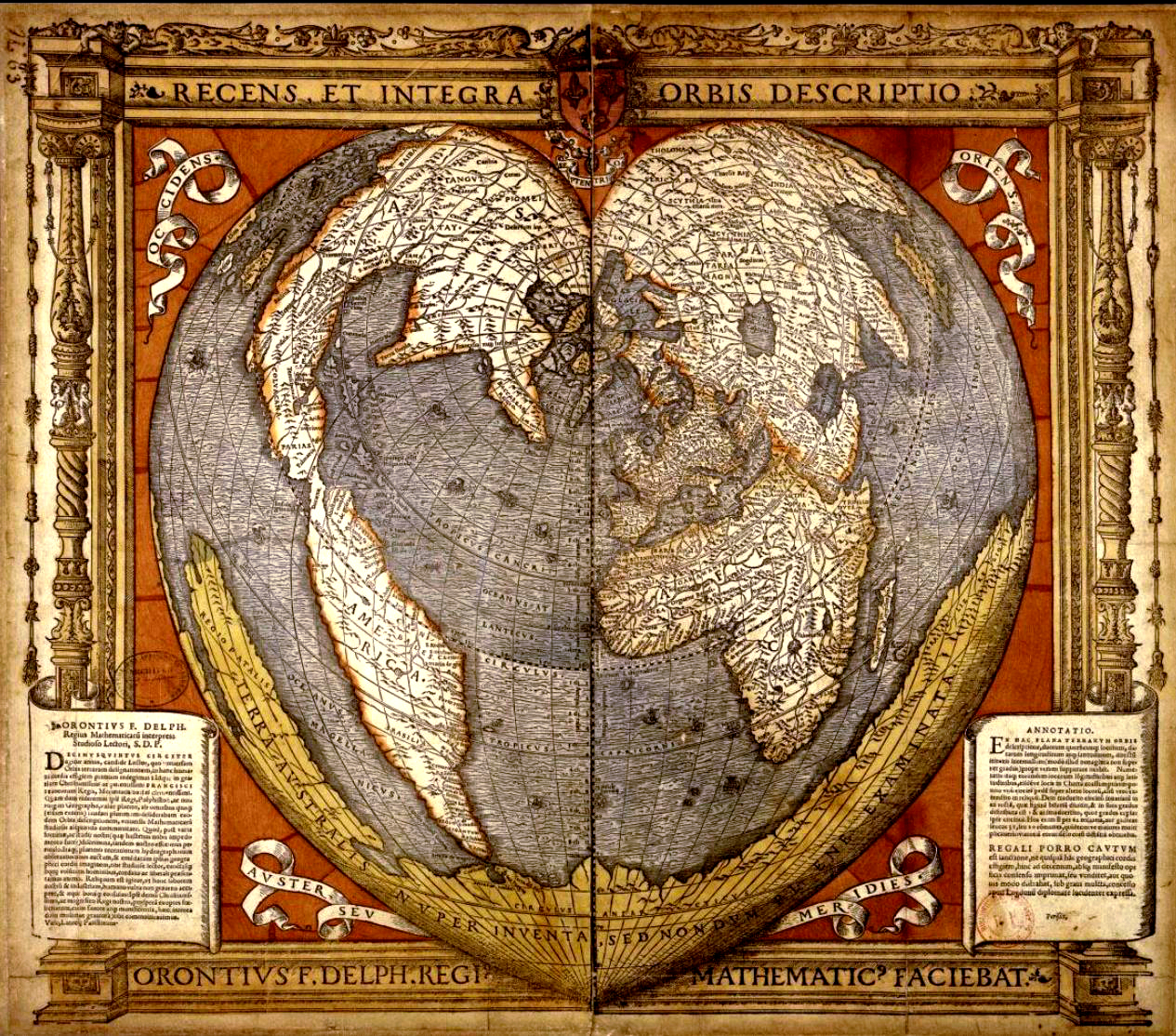
Mapa com formato de coração, criado por Oronce Finé, 1536

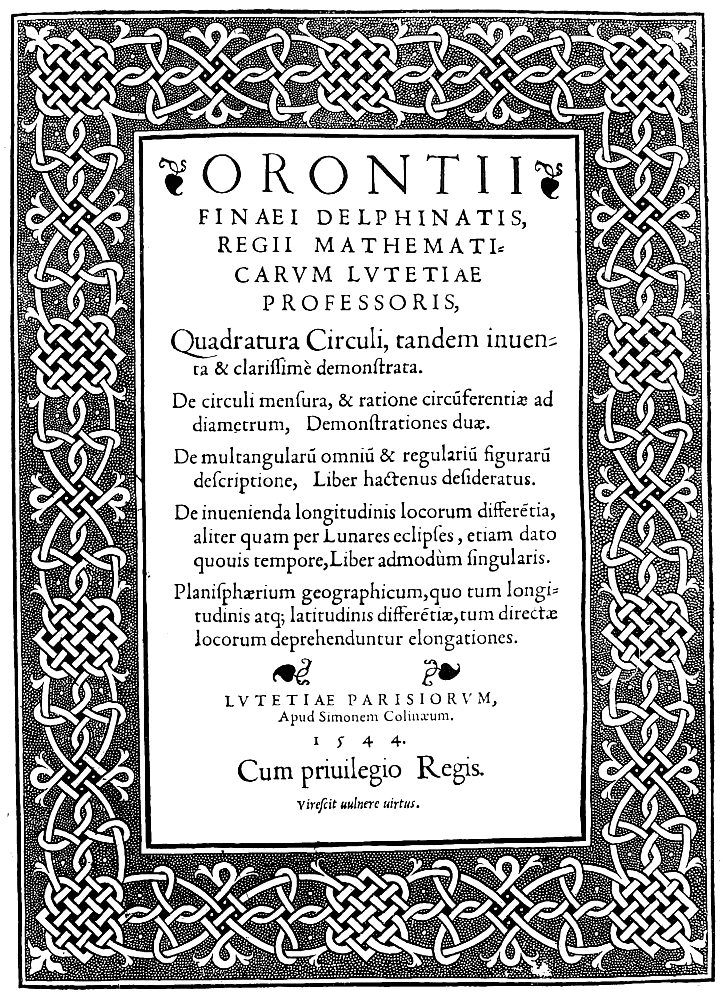
Quadratura circuli, 1544

- Epitre Exhortative, Touchant la Perfection & Commodite des Ars Liberaulx Mathematiques. Pierre Leber, 1531.
- De Mundi Sphaera, sive Cosmographia, primáve Astronomiae parte. Libri V. Ab ipso Authore recogniti, aucti, ac prorsus renovati: seorsúmq[ue] in studio sorum gratiam absque commentariis recenter impressi. 1532. Paris
- Quadrans astrolabicus, omnibus Europae regionibus inserviens. Ex recenti & emendata ipsius authoris recognitione in ampliorem. ac longè fideliorem redactus descriptionem. Paris, Simon de Colines, 1534.
- Sphaera Mundi, sive cosmographia quinque libris recens auctis & eme[n]datis absoluta : in qua tum prima astronomiae pars, cum geographie, ac hydrographie, rudimenta pertracta[n]tur… Simon de Colines, 1542, Lutetiae parisiorum, apud Michaëlem Vascosanum, 1551.
- Quadratura circuli, tamdem inventa & clarissimè demonstrata. De circuli mensura, & ratione circumferentiae ad diametrum, demonstrationes duae. De multangularum omnium & regularium figurarum descriptine, liber hactenus desideratus. De invenienda longitudinis locorum differentia, aliter quàm per lunares eclipses, etiam dato quovis tempore, liber admodum singularis...
- De rebus mathematicis, hactenus desideratis, libri IIII. Quibus inter caetera, circuli quadratura centum modis, & suprà, per eundem Orontium recenter excogitatis, demonstratur. Paris, Michel Vascosan, 1556.
- De universali Quadrante, sinuumve organo:quo tum geometrici, tum omnes astronomici canones, ex quatuor sinuum rectorum proportione pendentes, mira facilitate pertractantur, liber singularis. ex officina Reginaldi Calderii, & Claudii eius filii [R. & C. Chaudiere], 1550.
- Canonum astronomicorum libri II. Lutetiae : Apud Michaelem Vascosaum, 1553. Réimpression retitrée de De universali quadrante (Paris, 1550).
- De re & praxi geometrica, Libri tres, figuris & demonstrationbus illustrati. Vbi de Quadrato geometrico, & virgis feu baculis mensoriis, necnon aliis, cum mathematicis, tum mechanicis Lutetiae, apud Aegidium Gourbinum, 1556.
- De solaribus horologiis & quadrantibus libri quatuor. Paris, Cavellat, 1560.
- Opere di Orontio Fineo del Delfinato divise in cinque Parti; Aritmetica, Geometria, Cosmografia, & Oriuoli, Tradotte da Cosimo Bartoli.. Et gli Specchi, tradotti dal Cavalier Ercole Bottrigaro.. Nuovamente poste in luce:.. Primeira edição em italiano. Veneza, por Francesco Franceschi (it) Senese, 1587

## Galeria

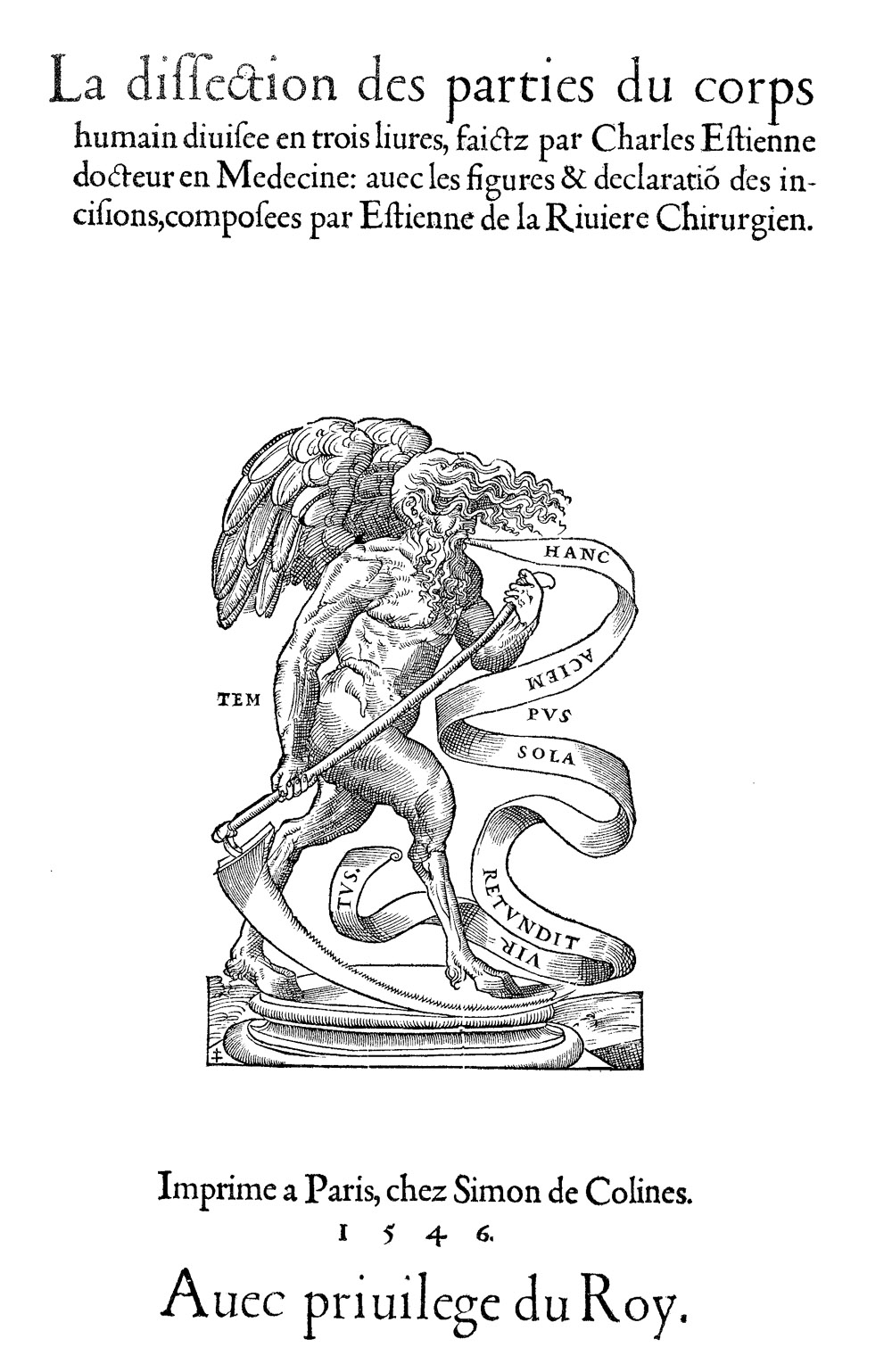
Simon de Colines (1480-1546)
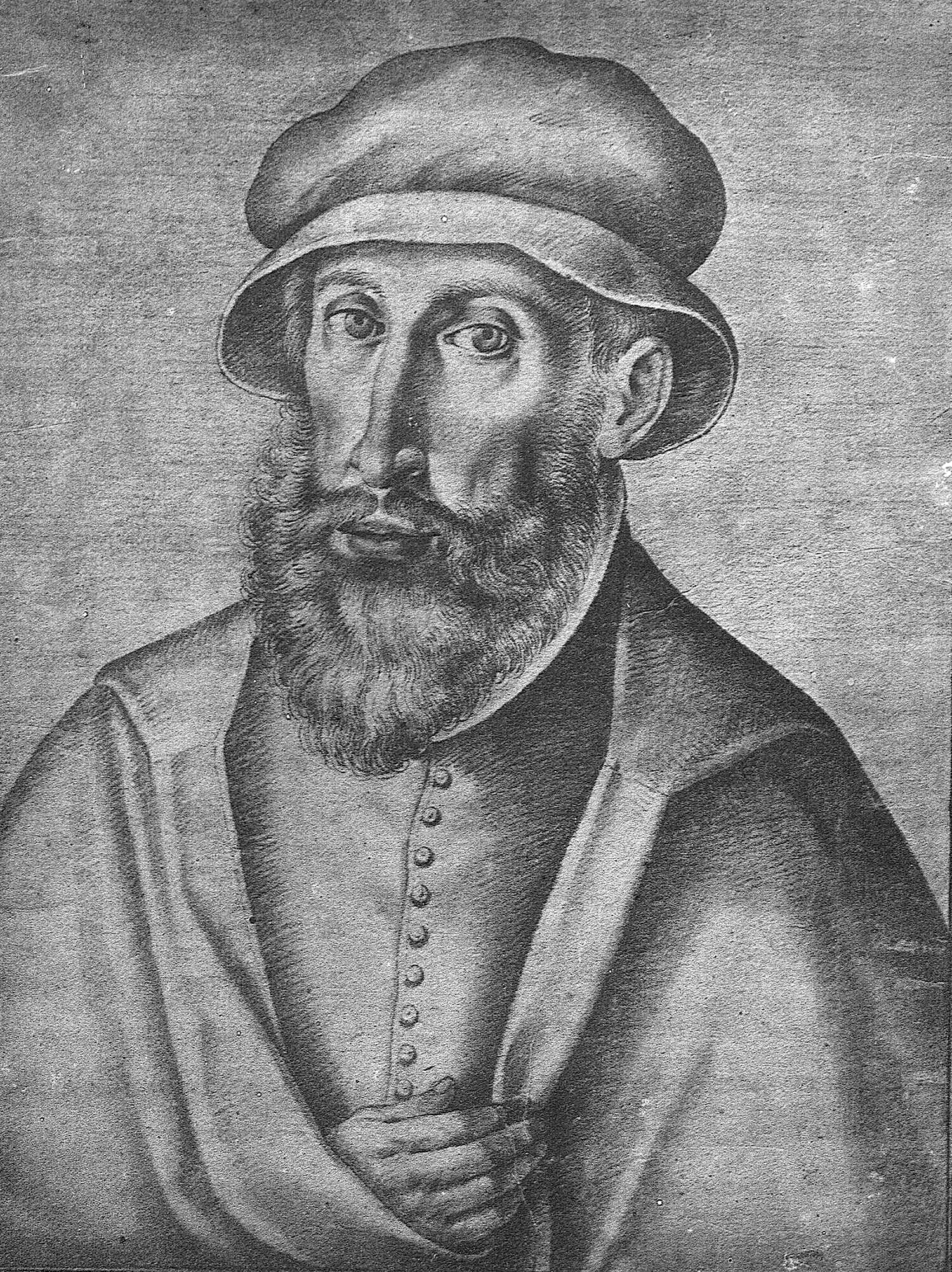
Pedro Mexía (1497-1552)
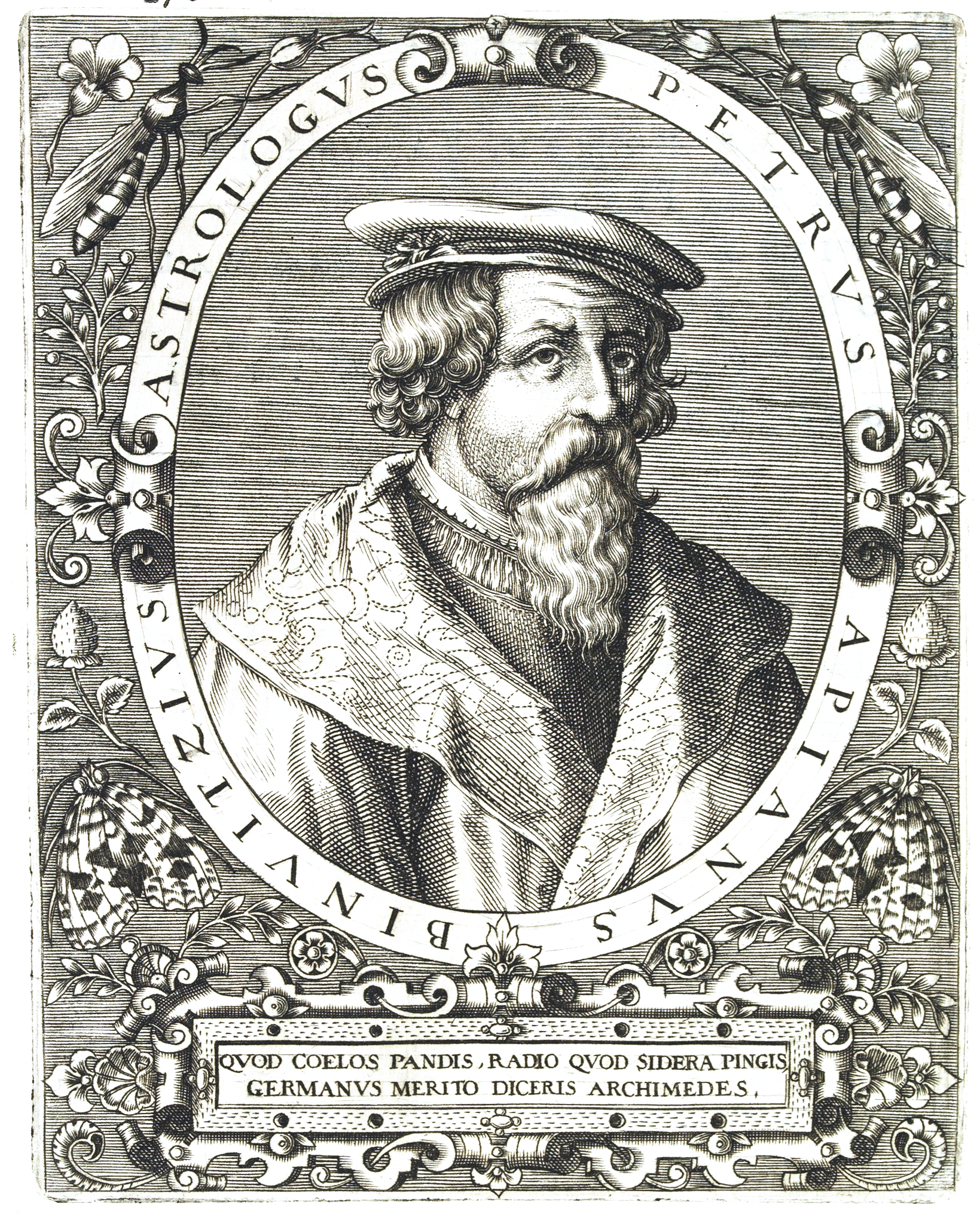
Petrus Apianus (1495-1552)
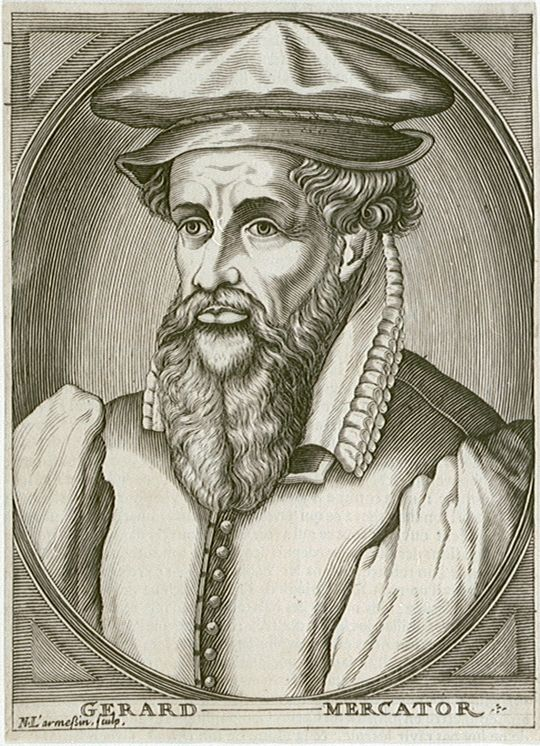
Gerardus Mercator (1512-1594)